# Установка дегідрогенізації бутилену в Ордосі
Установка дегідрогенізації бутилену в Ордосі — складова вуглехімічного майданчику компанії Jiutai Energy, розташованого у китайському автономному регіоні Внутрішня Монголія.
В 2019-му у Ордосі ввели в експлуатацію установку синтезу олефінів з метанолу, котра окрім головних цільових продуктів (етилена та пропілена) випускає півну кількість бутилену. Останній споживається введеною в тому ж році установкою оксидативної дігідрогенізації, котра здатна випускати за рік 70 тисяч тон бутадієна (основа найбільш поширеного типу синтетичних каучуків).